# Francisco Javier de Errázuriz Madariaga
Francisco Javier de Errázuriz Madariaga (Santiago, 23 de abril de 1744-ibídem, 18 de agosto de 1810) fue un abogado, prior del Consulado, maestre de campo, rector, comerciante y agricultor.

## Origen
Hijo de Francisco Javier Errázuriz Larraín y de María Loreto de Madariaga. Contaba solo 23 años cuando ocurrió la muerte de su progenitor y hubo de habilitarse de edad para poder dirigir como cabeza de su hogar, los múltiples intereses de la sucesión y la educación de sus hermanos menores, José Antonio, Domingo y Santiago de Errázuriz Madariaga. 
El informe del defensor de Menores, autoridad a quien debió recurrir para este fin, expresó que «se halla noticiado de personas de honor y crédito, sobre el juicio, virtud e inteligencia» del joven Errázuriz, y añade que Francisco Javier era la persona indicada para atender los negocios «de una familia de tanto lustre».
En efecto, Errázuriz Madariaga estaba dotado, como sus hijos Fernando e Isidoro, de eminentes cualidades intelectuales que pronto lo pusieron de relieve y lo convirtieron en un personaje sobresaliente.

## Estudios
Obtuvo el doctorado en Cánones y Leyes de la Real Universidad de San Felipe, donde se incorporó como alumno de leyes el 1 de abril de 1761, rindiendo examen el 26 de enero de 1768 ante el rector de ese establecimiento y las principales autoridades del reino.
El joven abogado no abandonó sus ocupaciones comerciales por la cátedra, y consta en numerosos protocolos que, como su padre, emprendió fructíferas negociaciones.

## Vida laboral
Su clara inteligencia y la fortuna heredada y acrecentada con habilidad, le permitieron destacarse en pocos años en el ambiente de Santiago. Vivía lujosamente en su casa de la calle del Rey, que había pertenecido a su abuelo, el tesorero Madariaga, que se adjudicó en las particiones de su padre en la suma de $ 16 816. Esta propiedad debía perdurar algunas generaciones en su descendencia.

## Matrimonio
Francisco Javier de Errázuriz contrajo matrimonio el 21 de julio de 1772 con Rosa Martínez de Aldunate y Guerrero, de 19 años, descendiente también de hidalga prosapia navarra. La novia era hija del doctor Domingo Martínez de Aldunate y Barahona, oidor de la Real Audiencia y superintendente de la Casa de Moneda, y de Micaela Guerrero y Carrera.
Existe una carta fechada el 26 de julio de 1772 que revela el buen concepto en que era tenido el joven Errázuriz, escrita por su suegro Domingo Martínez de Aldunate anunciando complacido el matrimonio de su hija, dirigida a su pariente Francisco de Borja de Aráoz, pocos días después de efectuada la ceremonia:

Participó a Ud. de mi parte y de la de Michita, el gusto en que nos hallamos de haber dado estado a nuestra hija Rosita con don Francisco Javier Errázuriz, nuestro sobrino, en que Dios Nuestro Señor nos ha favorecido por sus particulares prendas, de que estamos sumamente regocijados y esperamos que siendo de la aprobación de usted y de mi querida Damianita, nos ayudarán a celebrarlo, y así se lo expresaron usted a Damianita, de parte de su querida Rosita. Y Dios le guarde a usted muchos años. Besa su mano su más afecto y seguro servidor. Dr. Domingo Martínez de Aldunate”.[cita requerida]

Los hijos de Francisco Javier de Errázuriz Madariaga y de Rosa Martínez de Aldunate y Guerrero fueron Francisco Javier, bautizado el 22-VIII-1773; Fernando, bautizado el 10-VI-1776; Francisca, José Santiago, bautizado el 23-V-1777; Mercedes, Manuela, Isidoro, Ramón, Micaela, Rafaela, Teresa, Juana, fallecida en la infancia; Juana, bautizada el 3-VII-1798; y Carmen, fallecida en la infancia.

## Cargos públicos y universitarios
Como su padre y como todo criollo influyente, además del título de abogado ostentaba también el de maestre de Campo y ocupó un asiento en el Cabildo. En 1781, el Ayuntamiento de Santiago lo eligió alcalde ordinario en compañía de Próspero de Elzo, suegro de su hermano Santiago. En el desempeño de sus tareas edilicias, Errázuriz se mostró un celoso administrador de los intereses de la ciudad. Los libros capitulares señalan la índole de sus actividades que denotan un espíritu claro y alerta y su constante e inteligente iniciativa.[cita requerida] El doctor Errázuriz tenía una marcada vocación por las disciplinas intelectuales y a ellas se dedicó de preferencia. Estas indicaciones lo llevaron a ocupar los cargos de bibliotecario de la Real Universidad de San Felipe, de procurador General y consiliario. Tuvo también el deseo de presentarse como catedrático en 1783, pero su salud le impidió realizar este propósito. No perdió por esto el interés por la causa pública y ese mismo año fue designado juez de comerció, importante cargo que requería una especial preparación, prestigio y conocimiento de esas actividades. Volvió a desempeñar dos años más tarde esta función y en 1805 fue designado prior del Consulado.
El monasterio del Carmen de San Rafael, conocido como del Carmen Bajo, que había fundado su cuñado el corregidor Zañartu, fue donde sus hermanas Francisca, María Dolores y Rosa profesaron. Este convento lo designó para el cargo de síndico, en cuyo cometido se ocupó con gran dedicación y celo, teniendo que litigar engorrosos pleitos.[cita requerida]

## Relación con Ambrosio O'Higgins
El presidente del reino, Ambrosio O'Higgins, recibió en 1788 una real orden para que informase a la Corte sobre las condiciones generales del país, su comercio, agricultura y minería, entre otras cosas, con el propósito de remediar los males.
O'Higgins acudió donde Errázuriz y otros dos prominentes caballeros, para noticiar al monarca a este respecto. Según Barros Arana, el documento de Errázuriz «es la vez el más noticioso [...] el más razonado [...] y el más sagaz de los tres».[cita requerida]
En realidad, el instrumento presentado por Errázuriz es del más alto interés para conocer los problemas que creaba la implantación del libre comercio que había hecho, en solo dos años, quebrar a más de 70 mercaderes. Párrafo especial merece la exportación de la planta acuñada que dejaba al país sin divisas y del oro sellado que tardaba cuatro meses en llegar a Cádiz para nunca volver. Propone un sistema mixto para mantener el libre comercio por medio de expediciones reglamentarias que eviten el almacenamiento y exceso de mercaderías, que trae la baja consiguiente con sus desastrosas consecuencias.

## Prior de la Corona para asuntos comerciales
El Consejo de la Corona, impuesto de las observaciones del doctor Errázuriz, creó en 1795 el Tribunal del Consulado para normalizar los asuntos comerciales. Errázuriz fue designado teniente de esa nueva Corporación que debía dirigir algunos años después con el cargo de prior.

## Agricultor
Errázuriz Madariaga fue también un agricultor progresista. Había adquirido la valiosa hacienda de Popeta, cerca de Melipilla, que medía 2942 cuadras planas, de las cuales un tercio eran regadas; la hacienda de Tentehue, situada en la misma región, que tenía también cerca de 3000 cuadras planas; la chacra de Huechuraba, al norte de Santiago, que era la que se había designado a sí mismo Pedro de Valdivia en el reparto de las tierras vecinas a la capital, y otra chacra y viña en Melipilla. Atendía sus propiedades con suma diligencia.[cita requerida]

## Rector y vicerrector de la Real Universidad de San Felipe
En 1774 fue elegido rector de la Real Universidad de San Felipe, obteniendo 50 sufragios contra 23 que favorecieron a otro contendor y al año siguiente fue nombrado vicerrector.
En su obra sobre la Real Universidad de San Felipe, José Toribio Medina dedicó elogiosas páginas a la actuación de Errázuriz Madariaga durante su rectorado, que considera uno de los más benéficos por las acertadas medidas y reformas que puso en práctica.[cita requerida] Cuando llegó el marqués de Avilés, quien como gobernador tenía la prerrogativa de vicepatrono de la Real Universidad de San Felipe, el claustro pleno designó al doctor Errázuriz para que pronunciara el discurso de recepción en vista «de concurrir en su persona el carácter que podía apetecerse, adornado de ciencia, ingenio, sutileza, prudencia, representación y celo por el adelantamiento de esta Real Universidad en que se distinguió en el tiempo de su rectorado». Sin embargo, Errázuriz se excusó alegando el mal estado de su salud, pero hubo de aceptar finalmente y dio la bienvenida al nuevo mandatario en la ceremonia de rigor.
Antes de partir a Perú a ocupar el solio de los virreyes, Ambrosio O'Higgins había dirigido al monarca una comunicación el 4 de mayo de 1796, recomendando algunos de los sujetos más distinguidos que merecían su real estímulo por la categoría de sus servicios. Refiriéndose a Errázuriz, dice:

Debe obtener uno de los primeros lugares entre las personas sobresalientes del reino [...] este vecino distinguido y acomodado de esta capital, ha tenido siempre una conducta la más laudable y que le ha hecho digno de estimación en concepto general. El Público que nunca se engaña sobre el mérito de los sujetos, le ha conferido por consentimiento universal los empleos de Alcalde ordinario, Juez de Comercio, el Rectorado de la Universidad de San Felipe y otros cargos que prueban una idoneidad decidida.

Es un literato profundo, de juicio sólido y de tal aplicación, tesón y amor al estudio, cual era preciso para que en el tiempo que ha regido esta Universidad, haya podido lograr la reforma de los abusos que el tiempo había introducido en ella. Debo presentarlo a V. Ex. Como un sujeto de provecho que aquí pudiera ofrecerse del servicio y celebraría que S. M. tuviese a bien concederle desde luego una cruz pequeña de la Real y distinguida Orden de Carlos III.

Se ignora la razón que el monarca tuvo para denegar esta condecoración a Errázuriz.

## Muerte
Erráruriz falleció en agosto de 1810. Como no dejó testamento, ni se conoce ninguna disposición testamentaria, puede presumirse un deceso repentino, como sucedió a su padre. Su entierro se efectuó con gran pompa el 19 de agosto, en la Iglesia de San Agustín.
En 1818, cuando ya estaba normalizándose la situación política del país, se efectuaron las particiones entre los doce hermanos Errázuriz Aldunate.